# In a Western Sense
In a Western Sense est un double CD de jazz, de style improvisation, du batteur américain Tony Bianco.

## Liste des pistes du disque 1
| No | Titre         | Durée |
| -- | ------------- | ----- |
| 1. | El Frin       |       |
| 2. | Underplan     |       |
| 3. | Piper         |       |
| 4. | Fallen Angels |       |
| 5. | Know One New  |       |
| 6. | Mr. Helpful   |       |

## Liste des pistes du disque 2
| No | Titre          | Durée |
| -- | -------------- | ----- |
| 1. | So You Say     |       |
| 2. | Chance         |       |
| 3. | The Bells Told |       |
| 4. | Lequation      |       |
| 5. | Relative Grace |       |